# Ciudad Deportiva de Lanzarote
La Ciudad Deportiva de Lanzarote, anciennement connu sous le nom de Stade Avendaño Porrúa (en espagnol : Estadio Avendaño Porrúa), est un stade omnisports espagnol (servant principalement pour le football) situé dans la commune d'Arrecife, sur l'île de Lanzarote dans les Îles Canaries.
Le stade, doté de 7 000 places et inauguré en 1968, sert d'enceinte à domicile aux équipes de football de l'Unión Deportiva Lanzarote et du Club Deportivo Orientación Marítima.

## Histoire
Le complexe ouvre ses portes en 1968 sous le nom de Stade Avendaño Porrúa (en espagnol : Estadio Avendaño Porrúa).
Il fait aujourd'hui partie d'un complexe sportif constitué d'une piste d'athlétisme, et de pavillons couverts où se pratiquent entre autres le squash, le tennis, le basket-ball, le handball, le paddle-tennis ou encore la lutte canarienne.
Le stade accueille chaque année le Tournoi de San Ginés (en espagnol : Torneo de San Ginés).